# Gabriella Di Luzio
 (juin 2025).
Si vous disposez d'ouvrages ou d'articles de référence ou si vous connaissez des sites web de qualité traitant du thème abordé ici, merci de compléter l'article en donnant les références utiles à sa vérifiabilité et en les liant à la section « Notes et références ».
 Gabriella Di Luzio née le 2 février 1951 à Naples et morte à Rome le 30 mars 2016 est une actrice italienne.

## Biographie
Gabriella Di Luzio débute à Naples dans le genre musical aux côtés de Antonella Steni, Fiorenzo Fiorentini puis a joué au théâtre dans tous les genres aussi bien d'avant garde (Brecht, Viviani, la comédie napolitaine avec Mario Scarpetta (it) et la sceneggiata napoletana avec son rôle de malafemmina aux côtés de Pino Mauro, Mario Merola, Beniamino et Rosalia Maggio.
Au cinéma elle a été dirigée par Fellini (La Cité des femmes et Ginger e Fred), Liliana Cavani (La peau), Giancarlo Giannini (Ternosecco), Pasquale Festa Campanile (Gegè Bellavita), Tornatore (Malèna).
Elle a participé à diverses séries fiction à la Télévision. Gabriella Di Luzio est surnommée par la presse l'ultima sciantosa à cause de son répertoire de la Belle Époque.
En 2012, Gabriella Di Luzio publie un livre témoignage sur son expérience en tant que malade de cancer.
Elle meurt à Rome le 30 mars 2016 à l'âge de 65 ans des suites de cette maladie.

## Filmographie partielle
- 1977 : Onore e guapparia, réalisation de Tiziano Longo
- 1977 : Les Cinq de la section spéciale (Napoli... i 5 della squadra speciale), réalisation de Mario Bianchi
- 1977 : Napoli storia d'amore e di vendetta, réalisation de Mario Bianchi
- 1980 : Attenti a quei due napoletani, réalisation de Mario Gariazzo
- 1986 : Giuro che ti amo, réalisation de Nino D'Angelo
- 1988 : La ragazza del metrò, réalisation de Romano Scandariato
- 2000 : Malèna, réalisation de Giuseppe Tornatore (2000)

## Publications
- (it)La morte ha bussato alla mia porta, Graus Editore, 2010
- (it)Rapsodia degli amori perduti, Edizioni Galassia Arte, 2012